# Goldmedalist
GOLDMEDALIST（韓語：골드메달리스트）是韓國的經紀公司，以演員經紀管理為核心事業，並製作符合媒體環境的各種影像内容。目標是成為不僅在韓國國内，乃至向全世界傳播韓流文化的韓流「GOLDMEDALIST (金牌得主)」。

## 歷史
於2019年11月22日成立，由電影《極限職業》的企劃人金美惠製作人及李洛維一起創立的新生娛樂公司。金美惠是公司代表兼製片人，負責電影、電視劇等影像内容的企劃及製作。李洛維CCO是負責演員、製作人、作家等優秀人才的發掘和引進。經紀部門是由柳泰賢理事負責。2020年1月1日GOLDMEDALIST宣佈與演員金秀賢、徐睿知、金賽綸簽訂專屬合約。
其後，申必順代表於1月31日辭任Keyeast代表理事，並加入GOLDMEDALIST成為公司代表。

## 旗下藝人

### 男藝人
- 金秀賢
- 崔顯旭
- 金秀謙
- 崔輔根
- 李彩玟
- 金承鎬
- 李宗賢
- 鄭韓設（정한설，2022年—）[5]

### 女藝人
- 曺承希
- 劉垠知
- 薛仁雅
- 金施恩 （2023年—）[6]

### 離開公司的藝人
- 李寶瑩
- 金賽綸
- 徐睿知[7]

## 電視劇製作
| 年份   | 播放平台     | 片名                        | 集數 | 主要演員                       | 備註 |
| 2020年 | tvN          | 雖然是精神病但沒關係  | 16   | 金秀賢、徐睿知、吳正世、朴珪瑛 |      |
| 2021年 | Coupang Play | 某一天                | 8    | 金秀賢、車勝元                 |      |

## 外部連結
- Goldmedalist官方網站 （页面存档备份，存于）
- Goldmedalist的Instagram帳戶
- Goldmedalist的新浪微博